# 一色龍次郎
一色 龍次郎（いっしき りゅうじろう、1990年9月20日 - ）は日本のミュージカル俳優である。愛媛県東予市（現西条市）出身。劇団四季所属。

## 来歴
ダンスオブハーツを経て2010年に劇団四季研究生オーディションに合格し、2011年4月に入所した。入所翌月の5月に自由劇場で上演されたジーザス・クライスト・スーパースターの大八車・人力車役で初舞台に出演した。その後2016年1月27日に北海道四季劇場で上演されたキャッツのミストフェリーズ役でデビューし、同年7月16日に開幕したキャッツ大阪公演では開幕キャストとしてミストフェリーズ役に抜擢された。

## 主な出演作品
- ジーザス・クライスト・スーパースター（2011年大八車・人力車）
- アンデルセン（2011年アンサンブル1枠）
- 夢から醒めた夢（2011年アンサンブル4枠、2012年アンサンブル2枠）
- キャッツ（2012年～カーバケッティ、2013年～コリコパット、2016年～ミストフェリーズ）
- 美女と野獣（2014年アンサンブル10枠、2015年アンサンブル5枠）
- ジョン万次郎の夢(アンサンブル)